# Göndöcs Lajos (tanító)
Göndöcs Lajos (Nagyvárad, 1819. augusztus 6. – Budapest, 1887. november 24.) igazgató-tanító, Göndöcs Benedek apátplébános testvérbátyja.

## Élete
A gimnáziumot és a tanítóképzőt ugyanott végezte; ezután Bukovinában, Andrásfalván kezdett tanítani, ahol kántor is volt, 1848-49-ben honvédtiszt volt. 1861-ben jött Pestre, ahol 1873-ig a belvárosban osztálytanítói minőségben szolgált; azután pedig haláláig Óbudán mint igazgató-tanító működött, ahol a magyar nyelv- és szellemnek terjesztője volt. 1868-ban néhány lelkes társával megalkotta a Népnevelők budapesti egyesületét és annak mindenkor egyik legbuzgóbb munkása volt. Az 1870-ben tartott első egyetemes tanítógyűlés, melyen 2000 tanító vett részt, nagy részben szintén az ő érdeme.
Cikkeket írt a Vasárnapi Ujságba (1858., 1859. A bukovinai magyarok szokásairól), a Néptanítók Lapjába (1870. Minő volt a mult századokban, minő a jelen században? s minő lesz a jövőben a tanítói, de csakis a néptanítói hivatal, 1871. A magyar tanítókhoz és tanügy barátaihoz.)